# Pont-Canavese
Pont-Canavese é uma comuna italiana da região do Piemonte, província de Turim, com cerca de 3.779 habitantes. Estende-se por uma área de 19 km², tendo uma densidade populacional de 199 hab/km². Faz fronteira com Ronco Canavese, Ingria, Frassinetto, Sparone, Chiesanuova, Cuorgnè, Alpette.

## Demografia
| Variação demográfica do município entre 1861 e 2011                               |
|                                                                                   |
| Fonte: Istituto Nazionale di Statistica (ISTAT) - Elaboração gráfica da Wikipedia |